# Белези на душата
Белези на душата (на испански: Cicatrices del alma) е мексиканска теленовела, създадена от Лиляна Абуд, Линди Гиакоман и Ерик Вон, режисирана от Алфредо Гурола и продуцирана от Еухенио Кобо за Телевиса през 1986-1987 г.
Либретото на теленовелата произлиза от известния конкурс, който Телевиса реализира през 80-те години, за да намери нови писатели и сценаристи на теленовелите си.
В главните роли са Норма Ерера и Херман Роблес, а в отрицателната - Грегорио Касал.

## Сюжет
Елвира е нещастна жена, която е издържала в продължение на години малтретирането и унижението от жестокия си съпруг Октавио, а също и пренебрежението на неблагодарните си деца Лусила и Алфредо. С течение на времето Елвира се превъръща в слаба и несигурна жена. Но животът ще ѝ даде нова възможност да бъде щастлива, когато получава наследство от милионер, а съдбата ѝ отворя вратата за нова любов.

## Актьори
Част от актьорския състав:
- Норма Ерера - Елвира Контрерас де Ривас-Кастия
- Херман Роблес - Иманол Фонсека де Ландерос
- Грегорио Касал - Октавио Ривас-Кастия Албанера
- Ребека Рамбал - Лусила Ривас-Кастия Контрерас
- Хосе Елиас Морено - Алфредо Ривас-Кастия Контрерас
- Делия Касанова - Бланка Андраде
- Хуан Карлос Серан - Сандро Валенсия Ордониес
- Магда Карина - Грасиела
- Лусеро Ландер - Сусана
- Луис Кутуриер - Федерико
- Сокоро Бония - Сестра Рефуфио
- Ектор Ортега - Отец Рене
- Беатрис Морено - Панчита
- Хайме Лосано - Мартин
- Рафаел дел Вияр - Марко
- Асусена Родригес - Майка игуменка
- Исаура Еспиноса - Диана
- Елисабет Дупейрон - Мария Хосе
- Аурора Молина - Долорес
- Армандо Калво - Дон Пако

## Премиера
Премиерата на Белези на душата е на 29 септември 1986 г. по El Canal de las Estrellas. Последният 128 епизод е излъчен на 25 март 1987 г.

## Награди и номинации
- Награди TVyNovelas 1987

| Категория                           | Номиниран            | Резултат   |
| ----------------------------------- | -------------------- | ---------- |
| Най-добра актриса в главна роля     | Норма Ерера          | Номинирана |
| Най-добър актьор в отрицателна роля | Грегорио Касал       | Номиниран  |
| Най-добро женско откитие            | Магда Карина         | Номинирана |
| Най-добър сценарист                 | Ерик Вон Лиляна Абуд | Номинирани |

## Версии
- Есенна кожа, мексиканска теленовела от 2004 г., продуцирана от МаПат за Телевиса, с участието на Лаура Флорес, Рене Стриклер и Серхио Гойри.